# A Blade So Black
A Blade So Black est un roman fantastique pour jeunes adultes écrit par LL McKinney et le volume 1 de la série The Nightmare-Verse. Il s'agit d'une réimagination contemporaine du livre de Lewis Carroll, Les Aventures d'Alice au pays des merveilles, avec une protagoniste adolescente noire. A Blade So Black est sorti le 25 septembre 2018 chez Imprint/ Macmillan.

## Résumé
« Lorsque le père d'Alice Kingston, une adolescente d'Atlanta, meurt d'une insuffisance cardiaque - alors qu'il participait à leur événement préféré, Dragon Con - elle est immédiatement attaquée par un monstre « Cauchemar », puis sauvée par Addison Hatta, un gardien du portail entre Atlanta et le Pays des Merveilles. ».

## Thèmes
Le livre traite des thèmes des cauchemars et des peurs. Il intègre des éléments de traumatisme générationnel spécifiques au traitement des Afro-Américains dans le sud des États-Unis. A Blade So Black a été décrit comme afrofuturiste par les chercheurs,.

## Les critiques reçues
Le School Library Journal a décrit le livre comme « un achat incontournable où les fantasmes et les récits urbains rafraîchissants sont en demande ».
Enishia Davenport a écrit dans une critique étoilée pour Booklist : « McKinney insuffle une nouvelle vie et une autonomie féroce au classique de Carroll. Son pays des merveilles est menaçant, luxuriant et unique et peuplé de personnages nuancés, étoffés et d'une authenticité rafraîchissante. ».
Kate Quealy-Gainer l'a décrit dans une critique du Bulletin du Centre des livres pour enfants : « Avec une touche moderne, une histoire riche et juste ce qu'il faut de poids émotionnel, ce miroir particulier fera tomber les lecteurs avec impatience ».
Dans une critique moins positive, Publishers Weekly a déclaré : «  Les mécanismes du Pays des Merveilles, ses caractéristiques et ses créatures semblent parfois esquissés à la hâte, et les personnages secondaires manquent de profondeur, mais l'imagination de McKinney connaît peu de limites et le dévouement d'Alice envers les autres est contagieux. ».

## Adaptations
En décembre 2018, Lionsgate annonce avoir opté pour les droits de télévision sur le livre.